# Aḩmad-e Nāẕerī
Aḩmad-e Nāẕerī (persiska: اَحمَدِ ناصِری, Aḩmad-e Nāşerī, احمد ناضری) är en ort i Iran.   Den ligger i provinsen Kohgiluyeh och Buyer Ahmad, i den centrala delen av landet, 500 km söder om huvudstaden Teheran. Aḩmad-e Nāẕerī ligger 1 547 meter över havet och antalet invånare är 115.
Terrängen runt Aḩmad-e Nāẕerī är kuperad åt sydväst, men åt nordost är den bergig.Runt Aḩmad-e Nāẕerī är det ganska glesbefolkat, med 47 invånare per kvadratkilometer. Närmaste större samhälle är Mūshemī-ye Pā'īn, 9,1 km väster om Aḩmad-e Nāẕerī. Omgivningarna runt Aḩmad-e Nāẕerī är i huvudsak ett öppet busklandskap.